# Speyerer Tor
El Speyerer Tor (anteriormente Speyerthor) es una puerta de ciudad triunfal, una reliquia de la antigua fortificación de la ciudad de Frankenthal, que se encuentra en lo que ahora es Renania-Palatinado. La puerta domina la entrada sur del centro de la ciudad y la zona peatonal. Obtuvo su nombre también después de la ciudad del reino libre Speyer como la carretera Speyerer, que conducía desde el centro de la ciudad (mercado) hasta la puerta de Speyer. La contraparte es el Wormser Tor en la entrada norte del centro de la ciudad.

## Historia
A finales del siglo XVI pertenecía a la aspirante a comunidad Frankenthal, que contaba con unos 3.000 residentes, el Electorado Palatinado. 1573 se inició con la construcción de una primera, pero aún deficiente muralla de la ciudad. Después de que el Conde Palatino Johann Casimir le concediera a la ciudad los derechos de la ciudad en 1577, Frankenthal fue construido entre 1600 y 1608 a la fortaleza más fuerte de la margen izquierda del Palatinado, que tuvo que soportar su libertad condicional inmediatamente en la Guerra de los Treinta Años. 1621 asedio por los españoles, 1623-1632 y 1635-1652 ocupación española, entre ocupación sueca. Gracias a los esfuerzos de los fusileros de Frankenthal, tres veces (1621, 1622 y 1644) lograron defender las fortificaciones contra las tropas atacantes. En 1689, durante la Guerra de Sucesión Palatina, la fortaleza fue demolida y la ciudad se quemó por orden del rey francés Luis XIV.
El 3 de enero de 1794, en el contexto de la Primera Guerra de Coalición frente a la Puerta de Speyer, se produjo un enfrentamiento entre las tropas revolucionarias francesas que atacan desde el sur y el ejército prusiano que defiende la ciudad. Los franceses dispararon con cañones de ocho libras y media sobre Frankenthal y también golpearon al Speyerer Tor, que todavía tiene el daño correspondiente. Del mismo modo, un tiroteo con mosquetes, cuyas numerosas balas en la puerta y en el pasaje interior todavía existen. La ciudad creció muy rápido en el siglo siguiente, por lo que las paredes fueron demolidas en su mayoría hasta 1870. Las dos puertas de la ciudad se salvaron del mismo destino, porque los ciudadanos pudieron prevalecer contra el consejo de la ciudad. Durante la Segunda Guerra Mundial, las puertas fueron dañadas, pero fueron preservadas y luego restauradas.